# IC 4350
IC 4350 — компактная вытянутая спиральная галактика типа SB0-a в созвездии Гидра. Поверхностная яркость — 13,0 mag/arcmin². Этот объект входит в число перечисленных в оригинальной редакции «Нового общего каталога».